# Sapromyza
Sapromyza är ett släkte av tvåvingar som ingår i familjen lövflugor.

## Bildgalleri

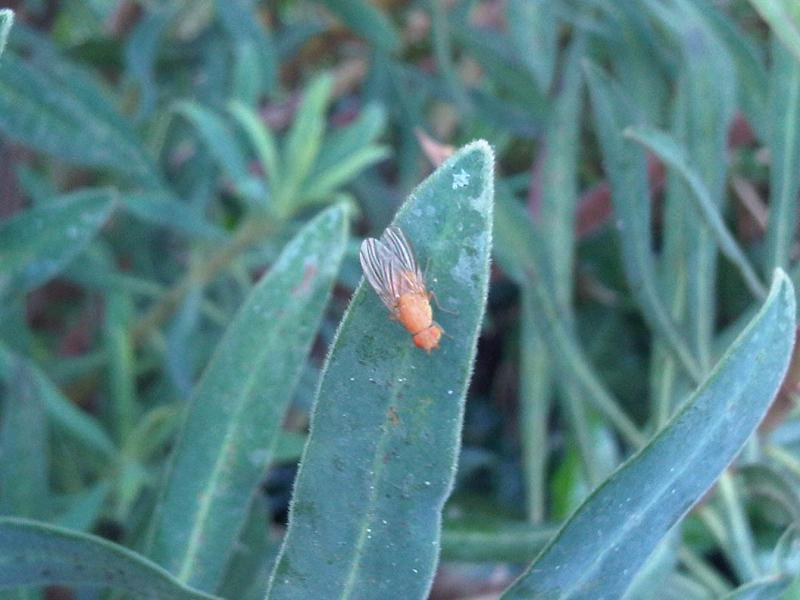
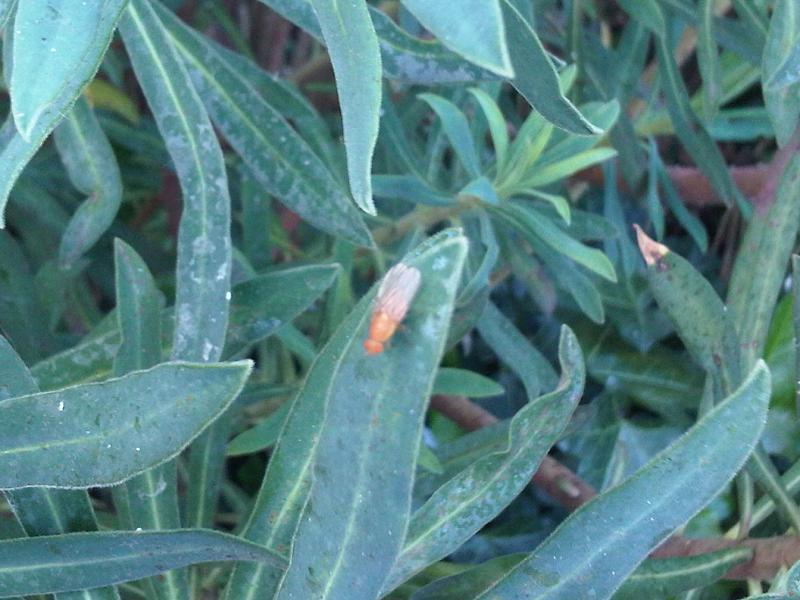
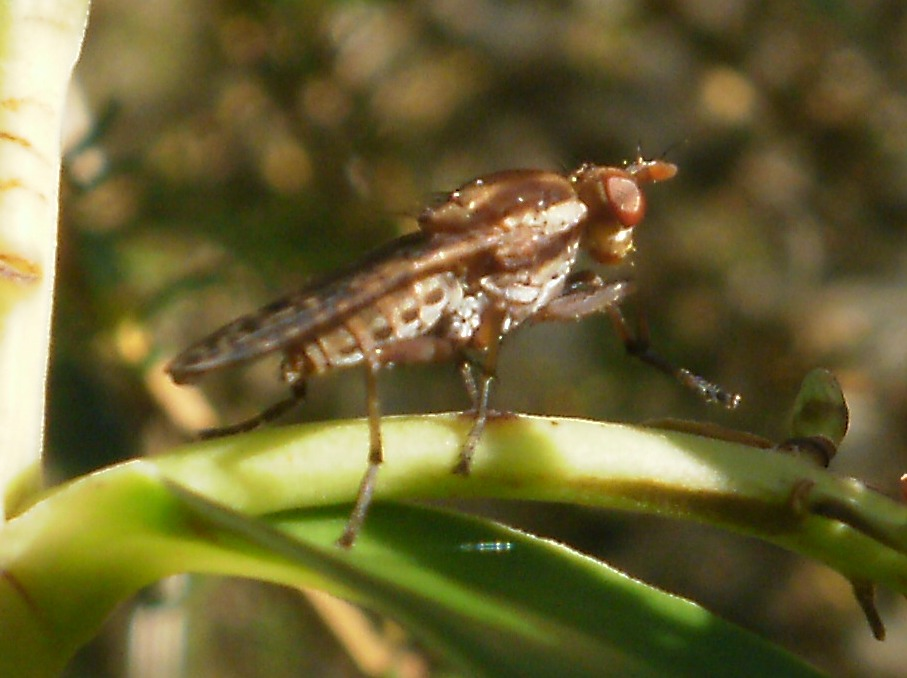
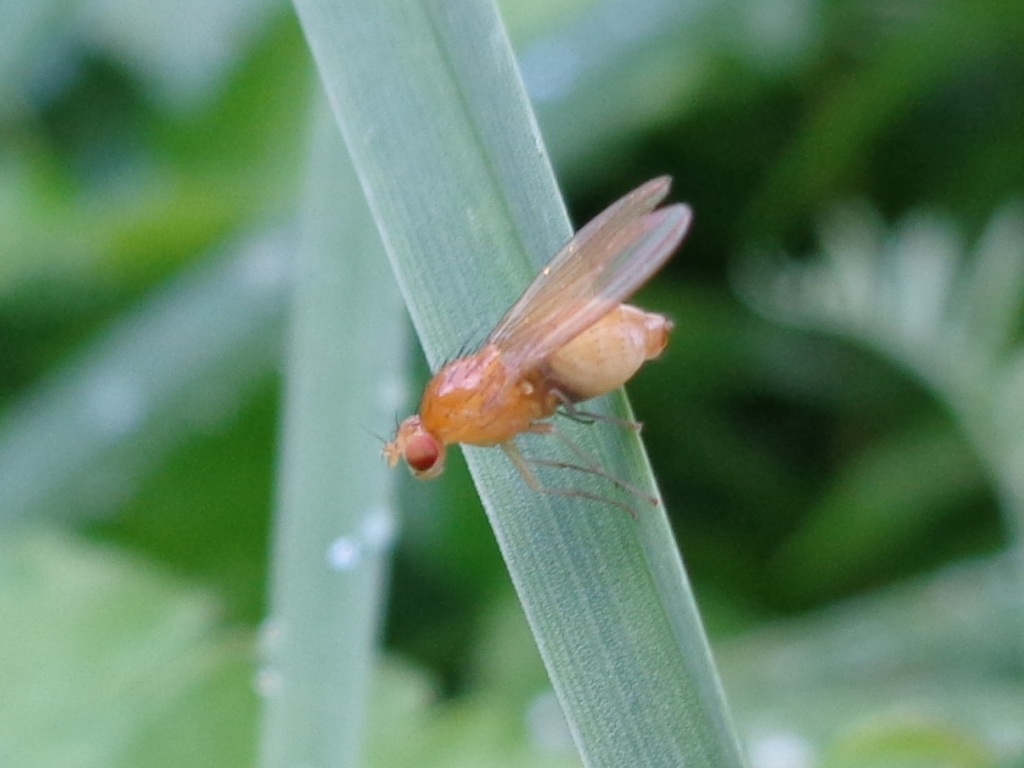
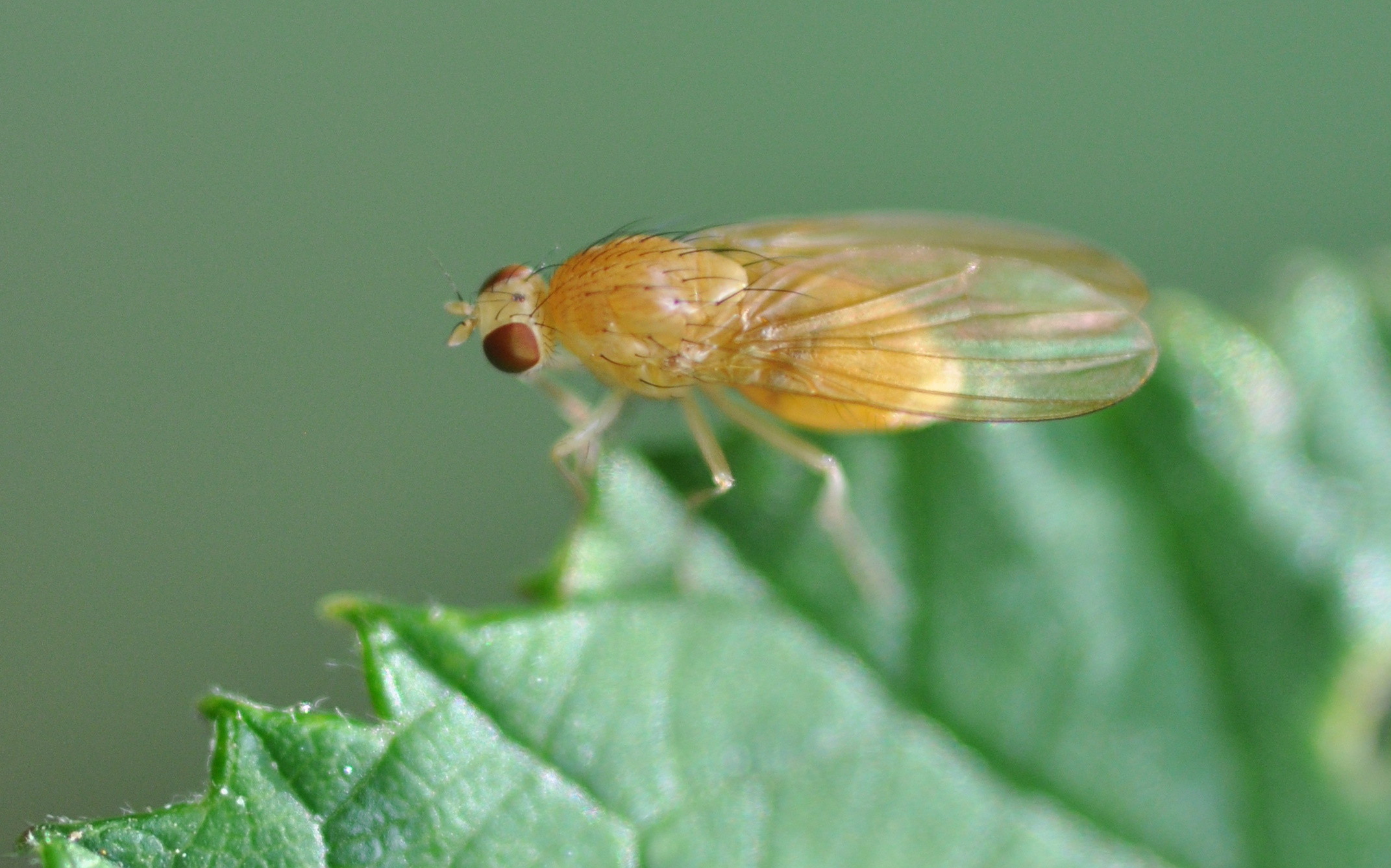

## Artlista[1][2]
- Sapromyza abhorens
- Sapromyza acrostichalis
- Sapromyza adriani
- Sapromyza affra
- Sapromyza afghanica
- Sapromyza agromyzina
- Sapromyza alazonica
- Sapromyza albibasis
- Sapromyza albicincta
- Sapromyza albifacies
- Sapromyza albipes
- Sapromyza albitarsis
- Sapromyza alboatra
- Sapromyza albuliceps
- Sapromyza alpina
- Sapromyza amabilis
- Sapromyza amphibola
- Sapromyza analis
- Sapromyza annulifera
- Sapromyza annulipes
- Sapromyza antennata
- Sapromyza apicalis
- Sapromyza appula
- Sapromyza arctophila
- Sapromyza ardesiaca
- Sapromyza arenaria
- Sapromyza argus
- Sapromyza arkitana
- Sapromyza atrimana
- Sapromyza atripes
- Sapromyza atrivena
- Sapromyza aureocapitata
- Sapromyza avicola
- Sapromyza basalis
- Sapromyza basipunctata
- Sapromyza beccarii
- Sapromyza beckeriana
- Sapromyza bergenstammi
- Sapromyza bergi
- Sapromyza binotata
- Sapromyza biordinata
- Sapromyza bipunctata
- Sapromyza biscoitoi
- Sapromyza bisigillata
- Sapromyza blanchardi
- Sapromyza brachysoma
- Sapromyza brasiliensis
- Sapromyza brunneovittata
- Sapromyza brunnitarsis
- Sapromyza cabrilsensis
- Sapromyza caeruleophthalmica
- Sapromyza carinatula
- Sapromyza cerata
- Sapromyza chiloensis
- Sapromyza chlorophthalma
- Sapromyza cincitventris
- Sapromyza cinctipes
- Sapromyza cinerea
- Sapromyza citrina
- Sapromyza citrinella
- Sapromyza claripennis
- Sapromyza clathrata
- Sapromyza columbi
- Sapromyza connexa
- Sapromyza conspicua
- Sapromyza ctenophora
- Sapromyza cyclops
- Sapromyza delicatula
- Sapromyza dichromata
- Sapromyza dichromocera
- Sapromyza discontinua
- Sapromyza dispersa
- Sapromyza dorsalis
- Sapromyza drahamensis
- Sapromyza dubiella
- Sapromyza duodecimvittata
- Sapromyza edwardsi
- Sapromyza elegans
- Sapromyza emmesa
- Sapromyza erimae
- Sapromyza eronis
- Sapromyza exul
- Sapromyza fasciatifrons
- Sapromyza femoralis
- Sapromyza ferdinandi
- Sapromyza ferganica
- Sapromyza ferruginea
- Sapromyza flava
- Sapromyza flavimana
- Sapromyza flavipes
- Sapromyza flavodorsalis
- Sapromyza flavopleura
- Sapromyza freidbergi
- Sapromyza frontalis
- Sapromyza fulvicornis
- Sapromyza fuscidula
- Sapromyza fuscocostata
- Sapromyza fuscolimbata
- Sapromyza fuscotestacea
- Sapromyza geniculata
- Sapromyza gestroi
- Sapromyza gibbosa
- Sapromyza gomerensis
- Sapromyza gozmanyi
- Sapromyza griseadorsalis
- Sapromyza grossipes
- Sapromyza guttulata
- Sapromyza halidayi
- Sapromyza hardii
- Sapromyza helomyzoides
- Sapromyza hermonensis
- Sapromyza hieroglyphica
- Sapromyza hierrensis
- Sapromyza hirtiloba
- Sapromyza hissarica
- Sapromyza hyalinata
- Sapromyza hyalipennis
- Sapromyza hypocrita
- Sapromyza imitans
- Sapromyza immaculipes
- Sapromyza impar
- Sapromyza impunctata
- Sapromyza incidens
- Sapromyza inconspicua
- Sapromyza indigena
- Sapromyza infumata
- Sapromyza ingrata
- Sapromyza innuba
- Sapromyza insolita
- Sapromyza insularis
- Sapromyza interiecta
- Sapromyza interjecta
- Sapromyza intonsa
- Sapromyza intonsina
- Sapromyza inversa
- Sapromyza invertebrata
- Sapromyza israelis
- Sapromyza kabuli
- Sapromyza krivosheinae
- Sapromyza laevatrispina
- Sapromyza lancifera
- Sapromyza laszlopappi
- Sapromyza latelimbata
- Sapromyza lateralis
- Sapromyza lateritia
- Sapromyza laticincta
- Sapromyza laurisilvae
- Sapromyza lebasii
- Sapromyza leptoptera
- Sapromyza lichtwardti
- Sapromyza limbinerva
- Sapromyza lineata
- Sapromyza lineatocollis
- Sapromyza lineatus
- Sapromyza longimentula
- Sapromyza lopesi
- Sapromyza lorentzi
- Sapromyza loriae
- Sapromyza lupulinoides
- Sapromyza macrochaeta
- Sapromyza maculipennis
- Sapromyza madeirensis
- Sapromyza maghrebi
- Sapromyza magnifica
- Sapromyza mallochi
- Sapromyza mallochiana
- Sapromyza maquilingensis
- Sapromyza marginalis
- Sapromyza mariae
- Sapromyza mauli
- Sapromyza melanocephala
- Sapromyza melanura
- Sapromyza metallica
- Sapromyza micropyga
- Sapromyza mikii
- Sapromyza minuta
- Sapromyza mollis
- Sapromyza mongolorum
- Sapromyza monticola
- Sapromyza montis
- Sapromyza morokana
- Sapromyza multimaculata
- Sapromyza multiseriata
- Sapromyza neozelandica
- Sapromyza nigerrima
- Sapromyza nigrans
- Sapromyza nigriceps
- Sapromyza nigricornis
- Sapromyza nigrifrontata
- Sapromyza nigripalpus
- Sapromyza nigripes
- Sapromyza nigriventris
- Sapromyza nigroapicata
- Sapromyza nitida
- Sapromyza novempunctata
- Sapromyza nudiseta
- Sapromyza nudiuscula
- Sapromyza obesa
- Sapromyza obscuripennis
- Sapromyza obsoleta
- Sapromyza occipitalis
- Sapromyza octopuncta
- Sapromyza oestrachion
- Sapromyza ombriosa
- Sapromyza opaca
- Sapromyza ornata
- Sapromyza pallens
- Sapromyza pallida
- Sapromyza pallidicornis
- Sapromyza palmensis
- Sapromyza palpella
- Sapromyza palustris
- Sapromyza parallela
- Sapromyza paramerata
- Sapromyza parviceps
- Sapromyza parvula
- Sapromyza pellopleura
- Sapromyza persica
- Sapromyza persimillima
- Sapromyza peterseni
- Sapromyza picea
- Sapromyza picrula
- Sapromyza picticornis
- Sapromyza pictigera
- Sapromyza pilifrons
- Sapromyza pistaciphila
- Sapromyza placida
- Sapromyza plana
- Sapromyza plantaris
- Sapromyza pleuralis
- Sapromyza plumiseta
- Sapromyza poecilogastra
- Sapromyza pollinifrons
- Sapromyza pseudohyalinata
- Sapromyza pseudopaca
- Sapromyza pseudovirilis
- Sapromyza puella
- Sapromyza pulchripennis
- Sapromyza punctata
- Sapromyza punctiseta
- Sapromyza punctulata
- Sapromyza pusillima
- Sapromyza quadrangulata
- Sapromyza quadrata
- Sapromyza quadricincta
- Sapromyza quadridentata
- Sapromyza quadripunctata
- Sapromyza quadristrigata
- Sapromyza quichuana
- Sapromyza quinquepunctata
- Sapromyza quyanensis
- Sapromyza ratzii
- Sapromyza ravida
- Sapromyza recurrens
- Sapromyza regalis
- Sapromyza remmae
- Sapromyza remota
- Sapromyza rhodesiella
- Sapromyza ringens
- Sapromyza riparia
- Sapromyza roberti
- Sapromyza romanovi
- Sapromyza rotundicornis
- Sapromyza rubescens
- Sapromyza rubricornis
- Sapromyza rufifrons
- Sapromyza schnabli
- Sapromyza schwarzi
- Sapromyza sciomyzina
- Sapromyza scutellaris
- Sapromyza semiatra
- Sapromyza septemnotata
- Sapromyza setiventris
- Sapromyza setosa
- Sapromyza sexlituris
- Sapromyza sexmaculata
- Sapromyza sexnotata
- Sapromyza sexpunctata
- Sapromyza shannoni
- Sapromyza shewelli
- Sapromyza sicca
- Sapromyza simillima
- Sapromyza simplicior
- Sapromyza simplicipes
- Sapromyza sonax
- Sapromyza sordida
- Sapromyza sororia
- Sapromyza sorosia
- Sapromyza speciosa
- Sapromyza spinigera
- Sapromyza stata
- Sapromyza stigmatica
- Sapromyza strahani
- Sapromyza strigillifera
- Sapromyza stroblii
- Sapromyza suavis
- Sapromyza suffusa
- Sapromyza takagii
- Sapromyza talyshensis
- Sapromyza tarsella
- Sapromyza tenebricosa
- Sapromyza teneriffensis
- Sapromyza ternatensis
- Sapromyza thoracica
- Sapromyza tinguarrae
- Sapromyza tonnoiri
- Sapromyza transcaspica
- Sapromyza transcaucasica
- Sapromyza transformata
- Sapromyza triloba
- Sapromyza trinotata
- Sapromyza triseriata
- Sapromyza tuberculosa
- Sapromyza ultima
- Sapromyza umbraculata
- Sapromyza undulata
- Sapromyza unicolorata
- Sapromyza unizona
- Sapromyza urbana
- Sapromyza variventris
- Sapromyza venusta
- Sapromyza verena
- Sapromyza vicina
- Sapromyza vicispunctata
- Sapromyza victoriae
- Sapromyza vinnula
- Sapromyza virescens
- Sapromyza vittata
- Sapromyza vumbella
- Sapromyza xanthiceps
- Sapromyza xenia
- Sapromyza zebra
- Sapromyza zetterstedti
- Sapromyza ziminae
- Sapromyza zlobini